# Podatek Tobina
Podatek Tobina – zaproponowany przez Jamesa Tobina, amerykańskiego noblistę w dziedzinie ekonomii, podatek od spekulacyjnych transakcji walutowych, z którego dochód miał być przeznaczony na wyrównanie nierówności społecznych.
Jest on uznawany za jeden z prostszych instrumentów walki z walutową spekulacją finansową na skalę globalną. Wprowadzenie podatku Tobina odsuwa niebezpieczeństwo gwałtownego osłabienia waluty jakiegoś państwa na skutek działań spekulantów.
Spekulacja walutowa polega na odniesieniu zysku przez sprzedaż waluty i ponownym jej odkupieniu po niższej cenie. Spekulanci, aby osiągnąć jak największe zyski, sprzedają i odkupują waluty wielokrotnie w ciągu jednego dnia. Jeśli, po wprowadzeniu podatku Tobina, za każdą tego typu operację spekulant musiałby zapłacić podatek proporcjonalny do zamierzonego zysku, działania te byłyby mniej opłacalne.
W przeciwieństwie do spekulanta, firma handlująca lub inwestująca za granicą dokonuje bardzo niewielu transakcji kupna-sprzedaży walut. Nie będzie ona więc dotknięta podatkiem Tobina.
Skuteczność podatku Tobina jest możliwa jedynie, gdy zostanie wprowadzony jednocześnie przez kilka liczących się na międzynarodowym rynku obrotów walutowych państw. Stowarzyszenie ATTAC zaproponowało, by Unia Europejska podjęła inicjatywę utworzenia „strefy Tobina”. Działania te zakładałyby opodatkowanie wymiany euro na inne waluty i odwrotnie.
Sens podatku Tobina jest kwestionowany. Jego nieskuteczności dowodzą doświadczenia państw, które zdecydowały się go wdrożyć.
W styczniu 1984 roku podatek ten wprowadziła Szwecja. Nie dało to spodziewanych dochodów do budżetu, natomiast doprowadziło do natychmiastowego spadku wartości akcji na giełdzie. Ten sam efekt spowodowała kolejna, dwukrotna podwyżka stawki podatku. W efekcie wprowadzenia podatku praktycznie zanikł obrót kontraktami terminowymi futures i opcjami. Podatek spowodował m.in. problemy z pozyskiwaniem pieniędzy poprzez giełdę, wzrost kosztu kredytów, spadek zainteresowania szwedzkimi akcjami i wzrost zainteresowania giełdami w Oslo i Londynie. 15 kwietnia 1990 w Szwecji ostatecznie zniesiono podatek Tobina.
Przykładowo podatek od transakcji wzrósł na Węgrzech w 2013 z 0,3 do 0,6%.